# Nectridea
I nectridei (Nectridea) sono un gruppo di anfibi estinti, i cui fossili sono stati rinvenuti in terreni del Carbonifero e del Permiano (340 – 260 milioni di anni fa) in Nordamerica, Europa e Africa del Nord.

## Descrizione
Questi animali, di aspetto generalmente simile a quello delle salamandre, facevano parte del grande gruppo dei lepospondili. Le dimensioni erano di solito comprese tra i 10 e i 50 centimetri, anche se alcune forme (Diplocaulus) potevano raggiungere il metro di lunghezza. La coda era generalmente allungata e il corpo piuttosto corto, mentre le zampe, benché ridotte, erano ben sviluppate. Le ossa del carpo e del tarso erano poco ossificate, il che suggerisce abitudini acquatiche. Le vertebre sono molto simili a quelle degli altri lepospondili, ma si distinguono per le spine neurali spatolate e dai margini crenulati.

## Parentele
È probabile che i nectridei fossero imparentati con i microsauri e gli aistopodi, ma il loro grado di parentela non è chiaro. Alcuni paleontologi, in passato, hanno sottolineato le somiglianze tra alcuni nectridei e le odierne salamandre, ipotizzando una discendenza diretta di queste ultime da forme come Urocordylus; attualmente questa opinione, tuttavia, viene generalmente rifiutata.

## Tassonomia
```
†
Nectridea

  |?- †
Arizonerpeton
 L.Penn. NA. 
  |--o †Scincosauridae
  |  |-- †
Sauravus
 U.Penn.-L.Perm. Eu.
  |  `-- †
Scincosaurus
 M.Penn. Eu.
  `--+--o †Keraterpetontidae
     |  |--+-- †
Batrachiderpeton
 L.Penn. Eu.
     |  |  `--o †
Keraterpeton
 L.-M.Penn. NA. Eu.
     |  |     `-- †
K. galvani

     |  `--+--o †
Diceratosaurus
 M.Penn. NA.
     |     |  `-- †
D. brevirostris
 (Cope, 1874a)
     |     `--+-- †
Diploceraspis
 U.Penn. NA.
     |        |-- †
Ductilodon
 L.Perm. NA.
     |        `--o †
Diplocaulus
 L.-U.Perm. NA., U.Perm. NWAf.
     |           |-- †
D. minimus
 Dutuit, 1988
     |           |-- †
D. primus

     |           `-- †
D. magnicornis

     `--o †Urocordylidae
        |--o †“Urocordylinae”
        |  |-- †
Urocordylus
 L.Penn. Eu.
        |  `--+--o †
Ctenerpeton
 M.Penn. NA.
        |     |  `-- †
C. remex
 (Cope, 1868)
        |     `--o †
Ptyonius
 ?L.-M.Penn. NA.
        |        `-- †
P. marshii
 (Cope, 1874a)
        `--o Sauripleurinae
           |--o †
Sauropleura
 M.Penn. Eu., M.Penn.-L.Perm. NA.
           |  `--+-- †
S. bairdi

           |     `-- †
S. pectinata
 Cope, 1868
           |-- †
Lepterpeton
 L.Penn. Eu.
           |-- †
Montcellia

           `-- †
Crossotelos annulatus
```